# Gli Sgommati
Gli Sgommati è stato un programma televisivo italiano di satira politica andato in onda dal 24 gennaio 2011 al 19 aprile 2013 su Sky Uno, con la conduzione di Aldo Biscardi, in cui i personaggi, in gran parte politici, vengono imitati usando dei pupazzi in lattice con le loro stesse sembianze.
La prima stagione, composta da 100 episodi, è andata in onda dal 24 gennaio 2011 al 17 giugno 2011 su Sky Uno e replicato su Cielo. La seconda stagione, composta da 169 episodi sempre mandati in onda su Sky Uno, è cominciata il 26 settembre 2011 e si è conclusa l'8 giugno 2012. La terza ed ultima stagione del programma è andata in onda dal 10 settembre 2012 al 19 aprile 2013. Non sono mai stati fornite motivazioni ufficiali dietro la cancellazione del programma. Sono stati anche mandati in onda degli sketch sul programma Rapporto Carelli su Sky TG24.
Dal 25 gennaio 2012 al 15 febbraio dello stesso anno gli Sgommati hanno avuto un varietà tutto loro, "Apocalisse 2012".
La cancellazione del programma ha causato parecchie critiche, tanto che nel 2014 è stata lanciata una petizione per chiedere a Sky Italia di tornare a trasmetterlo.
Le canzoni cantate dai politici sono scritte da Sora Cesira, Max Paiella e Attilio Di Giovanni.

## Pupazzi

### Personaggi principali
- Aldo Biscardi: All'inizio conduceva lo show da uno studio. Successivamente è presente assieme ad Antonio Cassano a commentare con freddure le notizie del giorno fino a quando il suo ruolo si è ridotto a semplice comparsa. Nello special del 17 marzo dedicato al 150° dell'Unità d'Italia, il pupazzo di Biscardi ha interpretato Giuseppe Garibaldi. Aldo è il presentatore di "Chi vuol essere ricco sfondato" e di "Chi vuol essere italiano". Dopo un lunghissimo periodo d'assenza, è ricomparso in un'unica puntata della seconda stagione. Il suo pupazzo viene utilizzato per vari cittadini, Domenicheddu (perché il personaggio a cui apparteneva prima la testa non è più presente dalle ultime puntate della prima stagione) e Sandro Ruotolo.
- Silvio Berlusconi: Nelle prime puntate era reso solo con aspetto da Avatar sul pianeta di Pandora, ma dalla 42ª puntata ha assunto i connotati umani. Una gag ricorrente lo vede perpetrare commenti pesanti e molestie contro ogni essere di sesso femminile (persino vegetali) con Ghedini che prontamente gli inietta del bromuro facendolo svenire. Dalla 77ª puntata lo si è visto anche in versione 20 anni più vecchio, è stato poi guarito dal Dottor CasinHouse, ma è rinvecchiato nuovamente.
  - Frasi ricorrenti: "Cribbio!" e "Una gnocca!".

- Pier Luigi Bersani: Uno dei primi personaggi, presenta un innaturale colorito bianco e nero ma, ultimamente, è ricolorito per la vittoria delle primarie del centro-sinistra. Totalmente privo di carisma e sicurezza, è vittima degli scherzi dei suoi compagni di partito, nonostante cerchi disperatamente di farsi valere. Risulta essere ossessionato da D'Alema, suo "burattinaio", Renzi, desideroso di prendere il suo posto nel PD e dalla birra. Nella terza stagione viene "sdoppiato", in quanto viene creata anche una sua versione a colori che coesiste con quella originale in bianco e nero.
  - Frasi ricorrenti: "Socc', però...", "Oh, ragazzi...!" (riferito a Vendola, Di Pietro e Bindi) e "Berlusconi si deve dimettere!".

- Umberto Bossi: Uno dei personaggi più versatili. Per un paio di puntate lo si vedeva ostaggio di una setta xenofoba nota come Kous Kous Klan, dove gli adepti, degli immigrati incappucciati, lo costringevano a mangiare cous cous. Uno dei tormentoni che lo ha visto protagonista era Profugwatch, dove in ogni maniera cercava di respingere i profughi tunisini. Spesso è in compagnia di suo figlio Renzo il "Trota".
- Pier Ferdinando Casini: Presente dalla 22ª puntata. Ossessionato dal Centro, cerca in tutti i modi di compiacere suo suocero, Francesco Gaetano Caltagirone. È il protagonista della parodia di Dottor House, Dottor CasinHouse. Cerca in tutti i modi di arruffianarsi a Monti per avere una buona parola su di lui come suo successore.
- Antonio Cassano: Appare già dalla terza puntata come commentatore al fianco di Biscardi. Successivamente le sue apparizioni si sono diradate sempre di più.
  - Frase ricorrente: "Si fort, guagliò!".

- Antonio Di Pietro: alla 16sima in veste di DiPietracus, gladiatore protagonista della parodia DiPietracus - Gomma e Sabbia, che fa il verso a Spartacus - Sangue e Sabbia (che è andato in onda dopo lo show). Di Pietro è anche il personaggio che apre lo show, durante la sigla (è rappresentato sul primo birillo). Viene rappresentato come un contadinotto che si rifà spesso a proverbi popolari e a turpiloqui. Spesso si lascia andare in delirii giustizialisti con tanto di risate maniacali. Sogna di processare e vedere in galera Berlusconi.
- Gianfranco Fini: Anche lui presente dalla prima puntata ed è uno dei più gettonati: lo si è visto incinto del suo nuovo partito; è vessato continuamente dalla compagna Elisabetta Tulliani e da suo fratello; è ossessionato da Montecarlo. Al pari di Bersani è vittima dei soprusi degli altri, specie da La Russa a causa della sua credibilità che scende sempre di più. È anche il pupazzo che ha reinterpretato più parodie: L'armata Brancaleone, Fantozzi, Ghost - Fantasma, Il sesto senso e altri.
- Nichi Vendola: l'acculturato del gruppo, usato sin dalla prima puntata. Spesso cita o rielabora in chiave "operaia" alcune delle grandi poesie della letteratura. È il conduttore di Nichi e le stelle, un piccolo sketch dove fa l'oroscopo ai personaggi del giorno. A volte si esprime in dialetto barese.
  - Frasi ricorrenti: e c' ccos?.

- Mariastella Gelmini: Dalla 15ª puntata, interpretata come ministro dell'istruzione molto sui generis, totalmente asservita a Silvio Berlusconi e promotrice di un nuovo metodo d'insegnamento (niente più italiano, matematica, storia e geografia, al loro posto ci sono History e il navigatore TomTom) e promuove l'uso del corpo come strumento per raggiungere il successo, arrivando a insegnare delle tecniche di seduzione, ad esempio come fingere l'orgasmo, ricattare i propri amanti e spremere i capezzoli ad essi. Successivamente le sue apparizioni si diradano. Compare nel ruolo d'infermiera (crocerossina) ne il Dottor CasinHouse. Fa parte delle "Deputate disperate".
- Daniela Santanchè: Appare dalla 31ª puntata. È rappresentata come isterica, fascista, lasciva e femminista. Veste leopardato e, nelle prime puntate, ha i capelli bicolore come Crudelia De Mon, non a caso la sua canzone di "presentazione" s'intitolava Daniela DeMon, mentre dalla 57ª puntata sono rosso-mogano. Dalla 78ª puntata presenta Daniela e le stelle. Lei insieme ad Antonio Di Pietro condussero la puntata sull'unità d'Italia. Fa parte delle Deputate disperate.
- Walter Veltroni: Appare dalla quarta puntata. A differenza degli altri personaggi, non lo si vede mai in viso, ma è rappresentato come una mummia occhialuta, in riferimento alla sua promessa di andarsene in Africa. Parla lentamente e strascicando le parole.
  - Canzoni cantate da lui: "Yes Weekend".

- Rosy Bindi: Debutta nella 34ª puntata, parodizzando Beat It di Michael Jackson. È molto simile alla sua controparte reale, anche se impreca più sovente, facendo ampio sfoggio della cadenza toscana. Ne il Dottor CasinHouse è la caposala. Dall'episodio 79 Rosy diventa anche tata in "La tata Rosy". In genere impreca utilizzando come intercalare maremma e caciucco, aggiungendovi gli attributi tratti dal contesto.
  - Canzoni cantate da lei: Bind It, Io spacco il PD e "Yes Weekend, Mi è sembrato di aver visto il quorum.

- Giulio Tremonti: Molto utilizzato, lo si vede dalla 37ª puntata che cerca disperatamente di apportare manovre per recuperare i fondi. A volte si dà a crimini, tutti legati al furto, come il rubare le monete dalla Fontana di Trevi, rubare borse, rapinare banche, farsi dare denaro facendo finta che sia per la Chiesa, tassare i parcheggiatori, rubare dalla spazzatura, raccogliere le monetine davanti a Montecitorio e rubare la benzina succhiandola dalle moto. Altre volte si dà alle rapine e agli scippi. È molto attivo anche nel campo delle parodie filmiche, come Il signore dei Borselli e Giulio Mani di forbice e la sua mano nel ruolo di Mano della Famiglia Addams. Conduce anche Tremont Attack, dove insegna ai bambini come arrivare a fine mese. Inoltre è fissato con le somme di denaro alte, come 22 miliardi.
  - Frase ricorrente: "Che faccio, taglio?".

- Niccolò Ghedini: Nella 51ª puntata esordisce cantando Just a Niccolò. Era già presente prima, ma non lo si vedeva e non parlava quasi mai. Dalla sua apparizione, lo si è visto condurre Le GhediEne, dove imita a sua volta la parlata della iena Enrico Lucci, dove porta avanti inchieste da un punto di vista prettamente di parte. Nelle altre situazioni, invece, ha la tipica parlata veneta, con la caratteristica cantilena padovana. Più spesso accompagna Berlusconi tenendo a freno le pulsioni sessuali di quest'ultimo, iniettandogli del bromuro.
  - Frasi ricorrenti: **Presidente, lei ha un problema!.

- Ignazio La Russa: Presente già dalla primissima puntata, ma solo come voce del navigatore "Tom-Tom" e compare "umanamente" nella puntata 67. Adora mandare a quel paese la gente e chiedersi volgarmente chi sono le persone e le cose di cui sta parlando, ed è il presentatore di Facebook, li comincia sempre il discorso con: "cari amici di Facebook...".
  - Canzoni cantate da lui: Il flamenco dell'ignoranza, Dove sta Gheddà, Tragedy
  - Frasi ricorrenti: Ma vaffanculo!, Ma chi cazzo (o che cazzo è) è...? (persona od oggetto di cui si parla).

- Nicolas Sarkozy: Compare per la prima volta come pupazzo nella 64ª puntata (guarda sopra). Canta "Che sarà del nostro presidente?".Si scopre che il suo nemico nº1 è Marco Materazzi. Una volta si è travestito da cameriera per incastrare Dominique Strauss-Kahn. A Sgommati Show fa parte della giuria di Premier Chef.
- Barack Obama: Compare per la prima volta come pupazzo nella 64ª puntata, insieme a Putin e Sarkozy, dove insieme cantano "Che sarà del nostro presidente?". Altre canzoni cantate da lui sono: Il rap di Obama, Osama. Compare più spesso degli altri presidenti (Putin e Sarkozy), anche se anche lui compare molte poche volte.
- Bruno Vespa: Compare dalla 76ª puntata, dove si nasconde nell'urna elettorale, trovando ogni scusa per favorire la Moratti. In altre puntate intervista la Santanchè, un campo di gitani, e conduce Porta a porta. Frasi ricorrenti: "Hanno eliminato Fiocco Di Neve!" (riferendosi alla stagione di X Factor), "Anche oggi ci serviremo dell'aiuto del plastico (cioè la Santanchè)".
- Michele Santoro: Compare per la prima volta nella 95ª puntata dove si lamenta insistentemente.
  - Frasi ricorrenti: "...Ma io sono uno scomodo!". A Sgommati Show fa parte della Depress Band.

- Vladimir Putin: Compare per la prima volta come pupazzo nella 64ª puntata, insieme a Sarkozy e Obama, dove insieme cantano che sarà del nostro presidente? (riferito a Silvio Berlusconi). Spesso chiama o viene chiamato da Berlusconi e vengono intercettati. Una volta è successo lo stesso solo che questa volta Putin, parlava con Sarkozy.
  - Frasi ricorrenti: "Guai chi dice il contrario!", "Cattivissimo me!". A Sgommati Show fa parte della giuria di Premier Chef.

### Introdotti nella seconda stagione
- Angelino Alfano: Compare per la prima volta nella prima puntata della seconda stagione, dove, insieme a Maroni, telefona a Berlusconi per combinare una maracchella fra lui e Bossi e fare spazio ai politici giovani. Parla con un accento siciliano. In diversi sketch lui e Maroni interpretano due giovani rapper.
  - Frasi ricorrenti: "Bedda Bobo!".
  - Canzoni cantate da lui: Ragazzi di oggi noi, Serenata ad Angela e Tutti santi.

- Roberto Maroni: Compare nella prima puntata della seconda stagione, assieme ad Angelino Alfano, dove tenta di fare spazio ai politici giovani. Rispetto ad Alfano parla con accento milanese. In diversi sketch appare come un giovane rapper, al fianco di Angelino Alfano
  - Frasi ricorrenti: "Bella Alfy!".
  - Canzoni cantate da lui: Ragazzi di oggi noi, Un corteo a lì castelli e Lega fai da te (Mo' corremos noi da soli).

- Marco Travaglio: Compare nella seconda puntata della seconda stagione, dove presenta un concorso su Facebook, per non fare mancare polemica a Gli Sgommati.
  - Frasi ricorrenti: "Evidentemente".  A Sgommati Show fa parte della Depress Band.

- Massimo D'Alema: Una delle novità della seconda stagione. Viene perlopiù mostrato come un pigro nullafacente che preferisce oziare su di una panchina dei giardinetti del rione romano di Prati piuttosto che andare a Montecitorio. È il co-protagonista insieme al fido Bersani nella parodia de I soliti idioti, con la parte dell'arzillo padre che spinge il figlio Bersani a muoversi nelle trame delle nuove alleanze di governo con Casini e Monti.
  - Frasi ricorrenti: "Nun c'ho voglia de fà gnente...", "Che baffo, che noia...". Canzoni cantate da lui: Che baffo che noia, Yes Weekend, Tutti santi.

- Enrico Mentana: È il direttore del telegiornale degli Sgommati, ma appare anche come giornalista del TG LA7. Caratterizzato dalla suo tipico modo di parlare e da un discreto accento romano, non manca mai di sponsorizzare la collega di emittente Lilli Gruber a tal punto da dimenticarsi di condurre il proprio tg. Conduce anche Bersaglio immobile, parodia di Bersaglio mobile, dove tra i vari politici in studio c'è il bersaglio immobile protagonista del rotocalco televisivo.
  - Frasi ricorrenti: "Guardate Lilli Gruber che è bravissima!", "È il tg più figo di tutti!". Canzoni cantate da lui: Chicco il riccio.

- Maurizio Belpietro: Compare per la prima volta nella puntata del 31 ottobre 2011 che era stata ovviamente dedicata ad Halloween. Viene usato poche volte. A Sgommati Show fa parte della Depress Band.

- Angela Merkel: La cancelliera tedesca, sempre protagonista sin dalle origini del programma sebbene con la sola voce, ottiene un proprio personaggio che esordisce con La Merkel non è culona, parodia di Kobra di Donatella Rettore. Economicamente spietata con l'Italia oltre che con l'odiato Berlusconi, non ha remore nel condannare l'Italia (e in seguito anche la Francia del "nano dell'Eliseo" Sarkozy) al "cetriolone" dello spread. Ben supportata da Obama, il quale è ben felice che i problemi finanziari non tocchino il suo paese. In una puntata durante un colloquio telefonico con il compaesano Benedetto XVI si compiace di aver conquistato l'Italia, ora nuova colonia tedesca, vendicando l'armistizio dell'8 settembre e le batoste calcistiche inflitte dall'Italia alla sua nazionale.
  - Canzoni cantate da lei: La Merkel non è....

- Luca Cordero di Montezemolo: Annunciato da Mentana come nuovo personaggio con un indovinello, esordisce con LucaLuca, che è una parodia del Tuca Tuca di Raffaella Carrà. Con l'avvento di Monti, non sa cosa fare e chiede ai politici di essere utilizzato dal momento che è stato "sgommato". Per tutta risposta viene mandato a servire i caffè ai politici e a Mentana.Vuole vendere al Pd una Ferrari così gli rimarrà qualcosa di rosso.
- Mario Monti: Caratterizzato dalla sua pacatezza, appare prima con le sole braccia e la voce poi ha un pupazzo tutto suo che esordisce con la canzone BancaMariòn, nuova ennesima parodia dell'armata Brancaleone. Nella puntata 66, rientro dalle vacanze natalizie, il suo pupazzo viene cambiato perché il primo non era molto somigliante al Monti reale. Il suo videogioco preferito è Spread Invaders (parodia di Space Invaders) con cui si diverte ad alzare e abbassare il livello di spread. Inoltre, è il principale operatore del cetriolone dello spread. A Gli Sgommati Show fa parte della giuria di Premier Chef.
  - Frasi ricorrenti: "Io ho fiducia in voi, voi avete fiducia in me?", "Io vi amo, voi mi amate?", "Allora lo vedete che la cosa è reciproca?", "Rigore, crescita, equità", "Vi ho promesso lacrime e sangue. Per il momento, le lacrime ce le abbiamo messe noi, il sangue ce lo mettete voi".
  - Canzoni cantate da lui: "BancaMarìon", "Là dove c'era...", "La manovra intelligente", "A natale ti tassiamo di più", "Viva la lobby", "Spread", "Invece adesso sì".

- Anna Maria Cancellieri: Viene presentata da Mentana dopo l'esito di un concorso inviato dallo stesso. Il suo pupazzo deriva da quello di Adriana, al quale sono stati aggiunti capelli rossi e trucco (poiché dopo il sondaggio di Mentana era stata evidenziata una somiglianza tra pupazzo e il ministro).
  - Canzoni cantate da lei: " Tanto pe' menà" e "E a Natale ti tassiamo di più". Frasi ricorrenti: "mangio come una dannata", "Za za", "Gli cioccemo de' botte".

- Renzo Bossi: Soprannominato Trota, esordisce come pupazzo nella puntata 45 dove viene pescato da due Veneti per poi essere ributtato nel Po. Viene spesso messo in evidenza dai suoi errori di grammatica. È l'unico personaggio la cui voce si distacca completamente da quella del politico reale.
  - Canzoni cantate da lui: Trota man, Se io vorrei se io sarei, Lega fai da te (Mo' corremos noi da soli), Las Grisma.

- Luigi De Magistris: Esordisce nella puntata 49 in veste di sceriffo a Napoli.
  - Canzoni cantate da lui: Jamme Jamme Jamme.

- Lapo Elkann: Esordisce nella puntata 58. Viene considerato un poeta dal Trota, che lo venera perché sa parlare l'italiano meglio di lui. Ha lo sguardo tipico di un oppiomane e,quando si esprime,a volte muove la testa con gli occhi nel vuoto come a contemplare l'universo (rimarcato ciò dal suo parlare quasi filosofico).Ha una passione per i cappucci (ribattezzati da lui "capush",un gioco di parole tra lo stesso cappuccio e la parola inglese "push",che significa “colui che spinge, che lancia (un prodotto)”).
  - Canzoni cantate da lui: L'apo guaio, Las Grisma.
  - Frasi famose: "Molto capush"

- Matteo Renzi: Dapprima si intravede di spalle la sua silhouette mentre risponde ai giornalisti con frasi fatte che tuttavia riscuotono gli applausi della folla idolatrante. Da sgommato esordisce come messia del PD. Viene chiamato da Rosy Bindi per creare una nuova campagna per il partito al posto dell'ormai obsoleta "chi è Faruk? È ossessionato dagli anni '80 perché secondo lui sono avanti rispetto a Bersani, Bindi, Vendola ecc. ecc."
  - Canzoni cantate da lui: Col PD grosso, Mi chiamo Renzi.
  - Frasi ricorrenti: "Vi rottamo tutti".

- Corrado Passera: Appare la prima volta ripreso dal collo in giù esprimendosi unicamente a gesti e versi d'uccello mentre Monti, Berlusconi e La Russa gli danno la caccia con il fucile. Dice sempre numeri a caso per far sì che nessuno abbia coraggio di rispondergli.
  - Canzone di debutto: On dos tres son Passera Corrado allegria! e Invece adesso sì.
- Elsa Fornero: Appare per la prima volta nella puntata 64, senza un vero pupazzo, è sempre china a piangere. Viene "sgommata" nella puntata 86. I suoi principali sketch sono originati dal contrasto tra il suo carattere mite e docile e il carattere violento della Cancellieri. Canzone di debutto: Una lacrima sul viso.
- Susanna Camusso: La nota sindacalista esordisce nella puntata 92.
  - Canzone di debutto: Son Susanna.

- Sandro Ruotolo: è il pupazzo di Biscardi (usato anche per Domenicheddu) con parrucca nera e baffi grigi.
- Francesco Rutelli: inizialmente appare senza essere ripreso in faccia assieme a Fini e Casini durante le vacanze del Terzo Polo mentre sorseggia un "Margherita". Il suo debutto da sgommato viene effettuato nella puntata 96 cantando ad X-factor Usa "Tanto pe' spiegà, so' sempre quello che ha regnato a Roma".
- Giorgio Napolitano: Pur essendo un personaggio presente fin dal lancio del format non viene mai inquadrato; di lui si vedono solo le mani. Dalla puntata 102 il capo dello Stato diventa uno sgommato a tutti gli effetti. Una volta è stato anche arbitro di uno scontro di lotta libera. Passa tutto il tempo a cercare di mediare e far ragionare i vari politici, senza successo. Si scopre essere un formidabile burattinaio.
  - Canzone di debutto: Basto io qui sul Coll'.

- Fabio Caressa: Insieme a Beppe Bergomi presenta la parte sportiva del programma. Si nota una certa mania di protagonismo e puntualmente corregge il collega per via della sua ripetitiva espressione "Correttissimo Fabio".
- Beppe Bergomi: Insieme a Fabio Caressa presenta la parte sportiva del programma.
- Beppe Grillo: Personaggio dal linguaggio molto vivace, egli si dispera per via dei troppi voti che raccoglie, addirittura dalla Francia, visto che deve fare la tournée. Tenta in tutti i modi di perdere voti ma non ci riesce. Canzoni ricorrenti sono Io voglio pulì e La gente d'Italia si ribellerà.

### Introdotti nella terza stagione
- Gianni Alemanno: Compare nella puntata numero 88 di spalle, va chiedendo casa per casa del sale fino per far sciogliere la neve. In seguito chiederà a uno stregone (Obama travestito) di prevedere se finirà di nevicare. Anch'egli viene "sgommato" nella puntata 18 della seconda stagione. In un recente episodio mostra il suo sogno di una Roma pulita, aggiungendo la sigla S.P.Q.R (Sono Puliti Questi Romani).
  - Frase ricorrente: "Io so' Alemanno e te ce manno".
  - Canzoni da lui cantate: versione modificata di La camisa negra.

- Mario Draghi: Compare dalla puntata 27 sotto forma di predicatore, che cerca di convincere gli altri con il "potere della parola" che la crisi sta per finire.

Frasi ricorrenti: "Believe it".
- Sergio Marchionne: Appare dalla puntata 44 assieme a Barack Obama appena rieletto presidente. È l'acerrimo nemico di Susanna Camusso.
- François Hollande: Altro personaggio di cui non viene mostrato il volto, in un episodio dove viene colpito alle spalle dallo sconfitto Sarkozy con una cerbottana, e un altro ancora in cui lui, Monti, la Merkel e Obama vanno a spartirsi la Grecia, è possibile intravedere che è stato usato il pupazzo di Di Pietro con i capelli tinti e l'aggiunta degli occhiali. Dalla puntata numero 53 viene presentato con un pupazzo tutto suo.
- Giorgia Meloni: La deputata del PDL debutta nella puntata 59 dove in un ascensore appare a Berlusconi e Alfano.
  - Canzone d'ingresso: La Meloni una pista vi dà.

- Papa Benedetto XVI: Anche lui inizialmente mai inquadrato in volto, ma solo dalla cintola in giù, intrattiene spesso dei dialoghi con alcuni esponenti politici, specie con Casini, cui è mentore. Il più delle volte mette da parte la spiritualità per favorire l'interesse economico. Dalla terza stagione viene inquadrato solo di spalle, per poi voltarsi dalla puntata numero 63.
  - Canzoni cantate: Allel'IMU; IMU de che? (sulle note di YMCA dei Village People).
- Fabrizio Cicchitto: Appare nella puntata 70.
- Antonio Ingroia: Compare nella puntata numero 92, "muore" dopo le elezioni e le sue apparizioni si fanno rare.
- Fabio Fazio: Compare nella puntata 97 per condurre il festival di Sanremo.
- Oscar Giannino: Appare nella puntata 105, "muore" anche lui dopo le elezioni.
- Romano Prodi: Esce dall'uovo di pasqua nella puntata 130, per poi andare a finire nel magazzino dei pupazzi dismessi dopo il fallimento della sua candidatura alle elezioni presidenziali.
- Papa Francesco: Nonostante fosse apparso di spalle già subito dopo la sua elezione, ha un pupazzo tutto suo dalla puntata 131.
- Belén Rodríguez: Appare nella puntata 134, quando Berlusconi e D'Alema tentano di candidarla al Quirinale.
- Emma Bonino: Appare anche lei nella puntata 134, quando, con disappunto di tutti, cerca di candidarsi al Quirinale. Il suo pupazzo è in realtà quello di Luca Cordero di Montezemolo, ed è stato l'ultimo personaggio nuovo del programma prima della chiusura.

### Personaggi secondari
Di seguito gli altri personaggi che appaiono poco, che non dispongono di un pupazzo vero e proprio o fanno delle semplici comparsate; per esempio le prostitute Svetlana e Katiuscia, presenti nell'episodio 57 durante le GhedIEne sono gli stessi pupazzi usati per Mariastella Gelmini e Daniela Santanchè, con vestiti e acconciature diverse. Lo stesso vale per Casinette (pupazzo di Casini) e Alessandra Celentano (pupazzo della Santanchè) in Nemici e in altri casi.
- La Cosa - Rappresentazione satirica della sinistra italiana: una massa informe di carne color beige con i simboli dei partiti di sinistra appiccicati addosso. Dalle sue molte bocche escono pensieri mai concordi tra di loro. È usata nel programma televisivo satirico Sinis Trek.
- Le comparse: Dei pupazzi rappresentanti gente comune, come il disoccupato o l'operaio. Il primo a comparire è stata Adriana, una pensionata spacciata per la fidanzata di Berlusconi. Appare molto spesso, e ha molte parti nel programma. Le più usate sono Domenicheddu, pastore sardo che insegna a Giulio Tremonti le basi dell'economia facendogli contare le sue pecore e Zi cicciu, un coltivatore di peperoncini calabrese che insegna le strategie politiche e le alleanze a Bersani.
Tra le altre comparse abbiamo anche i pupazzi con la faccia di Mariastella Gelmini (segretarie, casalinghe, maestre, bambine delle elementari), altri pupazzi realizzati con il volto di Biscardi (salvo a volte l'aggiunta di baffi) e il vecchio pupazzo di Monti.
  - Frasi ricorrenti: "Tu ses tontu!" (Domenicheddu), "Uia la mannaia!" (Zi cicciu)

- Domenico Scilipoti: Apparso una volta in forma di sacchetto della spazzatura, dato il suo soprannome (nel mondo reale) di Munnizza.
- Emilio Fede: È apparso solo una volta, quando ha cercato di disintossicarsi dal berlusconismo. Aveva il viso incappucciato per non farsi riconoscere.
- Osama bin Laden: In realtà Berlusconi travestito che inserisce all'interno di un discorso in arabo parole o espressioni come Cribbio e Lo giuro sui miei figli, tipiche dell'ex Capo del Governo italiano.
- Hillary Clinton: fatta digitalmente, solo nel lato posteriore. Presente solo in una puntata dove, in visita di Stato in Italia, veniva prima portata da Berlusconi in giro e poi ad Arcore per ballare la lap dance. Si salva però grazie alla sua telefonata a Barack Obama. Subito dopo Berlusconi viene gettato in mare (ovvio riferimento al trattamento di Osama Bin Laden).
- Muʿammar Gheddafi: A volte compare come umano e dice sempre Ka ka' zhak hak, ka ka'zhak hak, y aleman,e alaman... (ma la traduzione è sbagliata, e fa sempre riferimento alle questioni sessuali di Berlusconi). Altre volte compare come pupazzo, ma in realtà è Berlusconi travestito come lui, e mischia parole in arabo con le sue citazioni più note, come ad esempio Cribbio, Mi consenta, Lo giuro sui miei figli e Il 6 aprile non andrò in tribunale.
- L'Italia turrita: Italia comparve nella puntata dedicata all'unità d'Italia, in cui riferisce a Berlusconi che l'ha trascurata e le ha fatto promesse che non ha mantenuto. Lei è solo una delle tante parti di Adriana.
- Lo spread: Compare raramente come una parodia di Cattivik, che mangia titoli tossici. Tenteranno di sconfiggerlo l'Uomo Feta" (la seconda comparsa che rappresenta il governo greco), Tremontik (Giulio Tremonti) l'"Uomo Baguette" (Nicolas Sarkozy) e la "Donna Crauti" (Angela Merkel), ma non ci riuscirà nessuno. Più spesso appare sotto forma di cetriolo, che a volte si scinde in minicetriolini. Nella seconda puntata dell'Apocalisse 2012 appare sotto forma del pupazzo della cosa, cui sono stati tolti gli adesivi dei partiti di sinistra e attaccati adesivi sullo spread.
- La Monnezza: Il pupazzo di un sacchetto della spazzatura con un cappello da cowboy e una pistola. Viene sparato da Luigi De Magistris.
- Elsa Antonioli: Moglie di Mario Monti, appare nella puntata 42, in cui viene tartassata da suo marito in partenza per Bruxelles. È il pupazzo della Gelmini vestito in modo diverso e non inquadrata in faccia.
- Renato Schifani: Compare sotto forma di cactus in uno sketch di Fini nella puntata 57.
- Adriano Celentano: Appare nella puntata numero 100.
- Gli alieni: Due alieni che osservano l'Italia da un disco volante. In una puntata, cercano in tutti i modi di costruire un teletrasporto in Val di Susa però senza successo. In altre puntate vengono nel Sistema Solare per studiare gli effetti di una tempesta solare sui terrestri, nonché candidarsi per le primarie. Assomigliano vagamente a Lapo Elkann.
- Fidel Castro: Appare in un episodio nel quale discute con il Papa Benedetto XVI.
- Nicole Minetti: La consigliera regionale del partito Il Popolo della Libertà viene mostrata spesso di spalle e che si esprime in gergo giovanile (per la qual cosa chiamano Lapo Elkann al fine di decifrare il messaggio). In una puntata in cui viene mandata a respingere Beppe Grillo si intravede che è stato utilizzato il pupazzo della Santanché.
- Carla Bruni
- Flavio Briatore: Frasi ricorrenti del boss di The Apprentice: Sei fuori..
- Arisa, Elio, Morgan e Simona Ventura: Vengono "sgommati" per diventare i presentatori di X-Factor.
- Carlo Cracco, Bruno Barbieri e Joe Bastianich: i tre giudici di MasterChef a ridosso della prima puntata della seconda edizione italiana valutano le scarse attitudini da Premier degli altri sgommati. Sono comparsi anche nello special di Natale "Una mangiatoia per due".
- Cetto La Qualunque: Appare di spalle nella puntata 70, quando chiamato da Casini cerca di insegnare a Monti come si fa una campagna elettorale.
- Clio Napolitano: La moglie di Napolitano appare solo di spalle mentre parla con il marito.

## Parodie
Nelle puntate dei politici presentano dei programmi televisivi e film sotto forma di satira.
- Chi vuol essere milionario diventa Chi vuol essere ricco sfondato oppure Chi vuol essere italiano
- Chi l'ha visto? diventa un programma dove Bersani cerca il programma elettorale del PD e Bossi il suo Trota.
- Art Attack diventa Tremont attack presentato da Tremonti che spiega come arrivare a fine mese e poi Mont attack, dove Mario Monti dice come salverà l'Italia.
- Il processo del lunedì presentato da Biscardi che trasforma il processo calcistico in processo politico. Da notare che nella puntata del 13/04/11 Biscardi conduce Il processo del mercoledì.
- Sex and the city diventa Lex and the city.
- Pubblicità Progresso dove Tremonti presenta i vantaggi del nucleare.
- Baywatch diventa Profugwatch in cui Bossi caccia con qualsiasi mezzo i profughi in arrivo a Lampedusa.
- Spartacus: Sangue e sabbia diventa Di Pietracus: Gomma e sabbia in cui Di Pietro combatte al Colosseo contro la maggioranza.
- La bambola assassina diventa La bambola Boccassina dove Silvio Berlusconi e Niccolò Ghedini devono fuggire da una bambola assassina dalle fattezze del pm Ilda Boccassini, comprata dallo stesso Berlusconi per sfogarsi prima dei processi.
- C'è posta per te dove i politici ricevono le buste, con protagonisti Bersani e Fini che riceve sempre gli insulti di La Russa.
- Le toghe rozze parodia delle toghe rosse che insultano la riforma della giustizia. "Spin-off" è Il processo greve.
- Le Iene diventa Le GhedIEne, Le SantanchIEne, Le BossIEne, le La RussIEne, le VendolIEne o le ObamIEne presentato da Niccolò Ghedini, Daniela Santanchè, Umberto Bossi, Ignazio La Russa, Nichi Vendola o Barack Obama.
- Dragonheart diventa Draghinheart, dove Tremonti combatte con Mario Draghi
- Dr. House diventa Dr. Casinhouse dove Casini è il Dr. House.
- Desperate Housewives diventa Deputate disperate con Daniela Santanchè, Mariastella Gelmini e Rosy Bindi.
- Cotto e mangiato diventa Cotti e stracotti, dove la Santanchè illustra il piatto del giorno e Bossi e Berlusconi lo cucinano.
- Il Festival di Sanremo, presentato da Gianni Morandi (ad eccezione di una puntata, condotta da Cassano) e con cantanti i vari politici, compreso Berluscavatar nel Controfestival di Sanremo, svoltosi su Pandora.
- X Factor diventa PolitiX Factor dove molti dei personaggi cantano e vengono giudicati dai giudici del vero X Factor 2011 (Elio, Simona Ventura, Morgan e Arisa).
- Amici diventa Nemici dove i politici si sfidano tra loro e con Casini e la Santanchè nei panni di Platinette e Alessandra Celentano.
- Star Trek diventa Sinis Trek con l'opposizione nei panni dell'equipaggio dell'Enterprise. Bersani diventa il capitano Bersanirk, Vendola è Snick (parodia di Spock), Di Pietro il dottor McTony e Rosy Bindi il tenente Bindura.
- La Famiglia Addams diventa un film con Berlusconi nei panni di Gomez, la Santanchè in quelli di Morticia, Ghedini in quelli di Lurch e Tremonti in quelli di Mano.
- Edward mani di forbice diventa Giulio mani di forbici.
- Il Signore degli Anelli diventa Il Signore dei Borselli con Tremonti nei panni di Gollum alla ricerca del suo tesoro
- SOS Tata dove la tata Rosy (ovvia parodia di  Tata Lucia) da "consigli" a Bersani, per farsi "rispettare" dal resto del PD.
- L'esorcista diventa Satanchè, dove la Santanchè è posseduta dal "demonio" (cioè dal PD e dal comunismo).
- Jack lo squartatore diventa Jequitalia lo squartatore, l'impersonificazione dell'agenzia di riscossione assetata di soldi.
- Facebook diventa un programma dove i politici chiedono cose al pubblico iscritto.
- Giovanna d'Arco diventa Daniela D'Arcore (interpretata dalla Santanchè).
- In Avatar Berlusconi scappa su Pandora e diventa un Avatar.
- Cotto e mangiato diventa Cotto e approvato dove Mariastella Gelmini insegna come formare una coalizione.
- Appuntamento al buio diventa un film dove Berlusconi e Bindi s'incontrano.
- Titanic diventa un film dove i politici hanno un momento di "privacy".
- Alien diventa Equitalien.
- I germogli di soia diventano i Gelmini di soia. Parodia della psicosi scoppiata a causa di germogli di soia contaminati dal batterio escherichia coli.
- Good Bye, Lenin! diventa Goodbye Silvienin dove Berlusconi perde la memoria e crede di essere ancora negli anni ottanta, a causa dello shock della vittoria del centrosinistra ai ballottaggi del 2011.
- Kung Fu Panda diventa Kung Fu Bindi.
- Alice in Wonderland diventa Berlusconi nel paese delle meraviglie.
- Guerre Stellari diventa Lobby Wars dove Lobby Wan-Kenobi (Berlusconi) insegna a Luke Skylapo e Ian Trota ad usare la forza delle lobby. Mario Monti è una parodia di Dart Fener, mentre La Russa è una parodia di Chewbecca.
- Telelobbies è una parodia dei Teletubbies.
- Karate Quid è la parodia di Karate Kid, dove Pier Ferdinando Casini insegna ad Angelino Alfano ad avere il quid che gli manca.
- Nell'episodio 1 dello Sgommati Show Apocalisse 2012, il fortunato talent di SKY MasterChef diventa Premier Chef, dove Mario Monti, Nicolas Sarkozy e Vladimir Putin giudicano i piatti dei politici. Il primo viene presentato da Gianfranco Fini, un cetriolo allo spread con salsa di lacrime e sangue (la preferita di Mario Monti) tagliato "Fini". Inoltre in tale parodia appare anche Bruno Barbieri nei panni di se stesso.
- Pinocchio diventa "Mariocchio", dove Napolitano interpreta Mastro Geppetto che crea il burattino Mariocchio (Monti) che racconta bugie. Angela Merkel interpreta la Fata Turchina.
- Anche The Apprentice è stato parodiato dagli Sgommati.

## Puntate speciali
A partire dal 25 aprile fino al 29 aprile sono state messe in onda le puntate Gli Sgommati The best of. Il sabato va in onda la puntata Gli Sgommati Compilation. Ci sono state due puntate jukebox: una per le canzoni ed un'altra per gli sketch.

### Sgommati Show - Apocalisse 2012
Dal 25 gennaio 2012 al 15 febbraio dello stesso anno, ogni mercoledì, è andato in onda in prima serata Sgommati Show - Apocalisse 2012, puntata speciale di 50 minuti condotto dallo stesso Aldo Biscardi nella quale gli sgommati si confrontano con i loro "cloni" in carne e ossa per parlare della nota profezia Maya e non solo.

#### Ospiti
- Prima puntata (25 gennaio): Ignazio La Russa
- Seconda puntata (1º febbraio): Nichi Vendola e Paolo Rossi
- Terza puntata (8 febbraio): Daniela Santanchè
- Quarta e ultima puntata (15 febbraio): Bruno Barbieri e intervista a diversi politici di fronte a Montecitorio (Carlo Ciccioli, Linda Lanzillotta, Paolo Romani, Giuseppe Gianni, Marco Rizzo, Antonio Borghesi, Anna Maria Bernini, Francesco Barbato, Rocco Buttiglione, Livia Turco, Osvaldo Napoli, Franco Frattini, Maurizio Lupi, Raffaele Fitto, Antonio Di Pietro, Giorgia Meloni, Renato Brunetta, Mara Carfagna, Antonio Martino, Maria Stella Gelmini, Pier Luigi Bersani e Silvio Berlusconi).

Susanna Camusso ha incontrato il suo pupazzo nel back stage degli sgommati. Le foto sono pubblicate sull'album degli Sgommati su Facebook.

## Doppiatori
- Gennaro Calabrese: Angelino Alfano, Joe Bastianich, Pier Luigi Bersani, Fabio Caressa, Pier Ferdinando Casini, Fabrizio Cicchitto, Luca Cordero di Montezemolo, Luigi De Magistris, Antonio Di Pietro, Elio, Gianfranco Fini, Niccolò Ghedini, Beppe Grillo, Antonio Ingroia, Ignazio La Russa, Sergio Marchionne, Giorgio Napolitano, Corrado Passera, Vladimir Putin, Matteo Renzi, Michele Santoro
- Bartolomeo Colucci: Gianni Alemanno, Bruno Barbieri, Renzo Bossi, Antonio Cassano, Massimo D'Alema, Lapo Elkann, François Hollande, Morgan, Barack Obama, Giulio Tremonti, Nichi Vendola
- Francesca Manzini: Susanna Camusso, Anna Maria Cancellieri, Mariastella Gelmini, Angela Merkel, Daniela Santanchè, Simona Ventura
- Gabriele Marconi: Maurizio Belpietro, Papa Benedetto XVI, Beppe Bergomi, Silvio Berlusconi, Umberto Bossi, Carlo Cracco, Fabio Fazio, Mario Draghi, Roberto Maroni, Enrico Mentana, Mario Monti, Francesco Rutelli, Nicolas Sarkozy, Marco Travaglio, Bruno Vespa
- Francesca Scrivano: Rosy Bindi, Elsa Fornero, Maria De Filippi, Arisa, Giorgia Meloni
- Andrea Perroni: Aldo Biscardi